# Adam Radomirović
Adam Radomirović (* 16. März 1986 in Kraljevo) ist ein ehemaliger deutsch-serbischer Basketballspieler und jetziger -trainer.

## Werdegang

### Spieler
Radomirović begann in Bielefeld mit dem Basketball, als sein Vater Miodrag „Pure“ Radomirović dort eine Trainerstelle innehatte. Er spielte mit der BG Hagen in der 2. Basketball-Bundesliga und gab während der Saison 2002/03 Ende März 2003 bei Brandt Hagen seinen Einstand in der Basketball-Bundesliga. Er kam auf insgesamt neun Bundesliga-Einsätze für Hagen, einen weiteren erhielt er Anfang Dezember 2004 bei GHP Bamberg, das in dieser Saison deutscher Meister wurde. Radomirović war ebenfalls für Bambergs Kooperationsmannschaften TSV Breitengüßbach und 1. FC Baunach einsatzberechtigt.
Zur Saison 2006/07 wechselte er zum österreichischen Bundesligisten St. Pöltner Haie, bei dem sein Vater das Traineramt angetreten hatte. In 23 Bundesliga-Einsätzen für St. Pölten erzielte der 1,90 Meter große Aufbauspieler im Durchschnitt 2,3 Punkte. In der Saison 2007/08 stand er zeitweilig in Diensten von KK Sloga Krajevo in Serbien. Er trat aus Verletzungsgründen als Spieler zurück, widmete sich der Trainerarbeit und erlangte an der Megatrend-Universität in Belgrad einen Hochschulabschluss im Studienfach Basketball.

### Trainer
Bis 2010 war er in St. Pölten als Trainer im Nachwuchsbereich sowie unter seinem Vater als Assistenztrainer der Herrenmannschaft tätig. 2010 trat er beim TBB Trier das Amt des Jugendkoordinators an und betreute als Trainer unter anderem Triers Mannschaft in der Nachwuchs-Basketball-Bundesliga. Des Weiteren zählte er zum Trainerstab von Triers Bundesliga-Aufgebot, betreute dort Spieler in Einzelübungseinheiten und war für das Athletiktraining zuständig.
Zur Saison 2013/14 trat er die Trainerstelle beim BBC Nitia Bettembourg in Luxemburg an und war bis 2015 im Amt. Er blieb in Luxemburg und betreute ab 2015 den BBC Gréngewald Hueschtert. 2018 wechselte er innerhalb des Großherzogtums zum BBC Bascharage. In Bascharage war er bis 2022 beschäftigt. Im Sommer 2023 wurde er Trainer von Racing Luxemburg.
Er gründete ebenfalls ein Unternehmen für Trainingsberatung und -betreuung im Leistungs- und Breitensport.